# Kaktovik
Kaktovik (en inupiaq : Qaaktuġvik, /qaːktoʁvik/) est une localité d'Alaska aux États-Unis située dans le Borough de North Slope, sa population était de 239 habitants en 2010.
Elle est située sur la rive nord de l'Île Barter entre la rivière Okpilak et la rivière Jago, sur la côte de la Mer de Beaufort, à l'intérieur du Refuge faunique national Arctic.
Les températures extrêmes vont de −49 °C en hiver à 26 °C en été.
Jusqu'au dix-neuvième siècle, l'île a été un centre important de commerce et d'échange entre les peuples Iñupiat d'Alaska et les Inuits du Canada.
À cause de leur isolement, les habitants ont maintenu les traditions des peuples nordiques, et vivent d'une économie de subsistance basée sur l'élevage du renne et la chasse à la baleine. L'alcool est interdit sur le territoire du village.

## Démographie
| 1950 | 1960 | 1970 | 1980 | 1990 | 2000 | 2010 | - |
| ---- | ---- | ---- | ---- | ---- | ---- | ---- | - |
| 46   | 120  | 123  | 165  | 224  | 293  | 239  | - |

## Sources et références
- (en) CIS

- (en) Cet article est partiellement ou en totalité issu de l’article de Wikipédia en anglais intitulé « Kaktovik, Alaska » (voir la liste des auteurs).

1. ↑  (en) Erica Goode, « Polar Bears’ Path to Decline Runs Through Alaskan Village », sur The New York Times, 19 décembre 2016 (consulté le 19 décembre 2016)
2. ↑  « Statistiques des États-Unis - Alaska - Profils des communautés de 2010 » (consulté en novembre 2020)